# Frank Francken
Pour les articles homonymes, voir Francken.
Frank Francken (né le 22 mai 1964 à Essen,) est un coureur cycliste belge, actif dans les années 1980 et 1900.

## Biographie
En 1988, Frank Francken se distingue chez les amateurs en remportant le Zesbergenprijs Harelbeke ainsi qu'une étape du Tour du Hainaut occidental. Il termine également deuxième d'une étape du Circuit de la Sarthe. La même année, il représente la Belgique aux Jeux olympiques, où il se classe 88e de la course en ligne. Il évolue ensuite au niveau professionnel en 1989 et en 1990 au sein de l'équipe Lotto.

## Palmarès
- 1985
  - 2e du Grand Prix Vic. Bodson
- 1986
  - 2e de la Course des chats
- 1987
  - 2e de la Coupe Egide Schoeters
  - 2e de l'Internatie Reningelst
  - 3e du Grand Prix de Waregem
- 1988
  - Zesbergenprijs Harelbeke
  - 4eb étape du Tour du Hainaut occidental
  - 2e de Bruxelles-Opwijk
  - 2e du Circuit de Wallonie
  - 2e du Grand Prix Vic. Bodson
- 1989
  - 3e du Grand Prix Marcel Kint
- 1991
  - Grand Prix Vic. Bodson
  - 2e du Grand Prix de Waregem